# Jim Pagliaroni
James Vincent Pagliaroni (8 de dezembro de 1937 – 3 de abril de 2010) foi um jogador profissional de beisebol na Major League Baseball como catcher de 1955 até 1969 pelo Boston Red Sox, Pittsburgh Pirates, Oakland Athletics e Seattle Pilots. Pagliaroni posteriormente se tornou executivo de uma companhia de distribuição de comida. Também conseguiu angariar fundos para a Jim "Catfish" Hunter ALS Foundation para ajudar Hunter, que morreu de esclerose lateral amiotrófica, ou como é conhecida, doença de Lou Gehrig, em 1999.
Em 3 de abril de 2010, Pagliaroni morreu em decorrência de um câncer em Grass Valley, Califórnia.